# Jenny Källman
Jenny Maria Källman, född 1973, är en svensk konstnär och fotograf.

## Biografi
Jenny Källman är utbildad på Göteborgs Fotoskola och vid Konstfack i Stockholm där hon tog examen 2002.
Källmans arbete rör sig i gränslandet mellan det dokumentära och det iscensatta fotografiet. Hennes fotografier beskrivs som delar ur en film, där hennes berättelser länkas ihop av betraktarens fantasier. Ett tema som Källman arbetat med är unga människors utsatthet, där tillvaron har sina egna proportioner i egenartade nya världar, i offentliga rum och i slutna rum. I tidigare arbeten har hon även undersökt olika rum och hur människor beter sig och fungerar tillsammans i dessa rum.
Hennes tidigare verk dokumenterar gatans sociala spel med mer eller mindre på förhand iordningställda scener. “Genom en tunn hinna av dis, som i en strax bortbleknad drömbild, syns unga kvinnor inbegripna i situationer som bara de initierade vet innebörden av – dueller, gänguppgörelser, gemenskap, övergrepp.” I sina senare arbeten har Källman drivits mer mot det renodlat abstrakta. Hon fotograferar sin ateljé, nattliga gator, fragment av olika material, banala föremål som transformeras av ljussättningar, speglingar, reflexer. "Hennes bilder fångar inte längre specifika ögonblick och platser. De skapar sina egna händelser och rum."
Jenny Källman är representerad på bland annat i Hasselblad foundation, Göteborgs konstmuseum, Moderna museet samt på ett flertal institutioner och i privata samlingar. Bland flera uppmärksammade samlingsutställningar deltog hon med verk i Artipelags utställning Det synliga 2014 och senast i Moderna museets mycket uppmärksammade "Golden sunset" (2017–2018) tillsammans med bland andra Miriam Bäckström, Tova Mozard och Julia Peirone. Samtliga utställda verk hade nyligen förvärvats till museets permanenta konstsamling, vilket gör att utställningen anger en ton och sätter ett mått för hur historien om de senaste decenniernas svenska fotobaserade konst - nästan uteslutande skapad av kvinnliga konstnärer - kan skrivas.
Källmans senaste bok The Rectangle's Sharp Stare (Art and Theory), var en av fem nominerade till SFF:s pris för årets bästa svenska fotobok 2016.
Sveriges Allmänna Konstförening har valt Jenny Källmans Ghost Hunting till sin årsbok för år 2023. Boken, som består av ett generöst bildurval från hela Jenny Källmans produktion liksom av nyskrivna texter av Masha Taavoniku och Sara Walker, är ett samarbete mellan SAK och Art and Theory Publishing. Boken sänds ut till alla SAK:s medlemmar i slutet av 2023.
Jenny Källman bor och arbetar i Stockholm.

## Utställningar
2024
“Embers and stars”, Bohusläns museum, Uddevalla
2023
”(we have our own song)”, Konstakademien, Stockholm
”Eyes and ears”, Björkholmen Gallery, Stockholm. 
”Deadshots”, Galleri Format, Malmö
2018  
”Casino”, Galerie Roger Björkholmen, Stockholm
”So real. Really so”, Galleri Thomassen, Göteborg
2017
- "Golden sunset", Moderna museet, Stockholm

2016 
- "Shutter", David Risley Gallery, Copenhagen, Denmark[11]

2015 
- "Lounge", Galerie Roger Björkholmen, Stockholm

2012           
- ”Surveillance”,  Crystal at Parkaden, Stockholm

2011            
- Museo de la Ciudad de Querétaro, Mexico City
- Caps Light, Crystal Contemporary Art, Stockholm

2009	 
- David Risley Gallery, Copenhagen, Denmark
- Instantanés, Institut Suédois, Paris, France

2008	 
- ”In My Tree”, Crystal Palace, Stockholm

2006	 
- ”Four Seasons”, Xposeptember, Hotell Diplomat, Stockholm[2]